# Pośrednia Jastrzębia Szczerbina
Pośrednia Jastrzębia Szczerbina (słow. Prostredná jastrabia štrbina) – przełęcz w dolnym fragmencie Jastrzębiej Grani w słowackiej części Tatr Wysokich. Jest położona we wschodniej grani Jastrzębiej Turni i oddziela Wielki Jastrzębi Ząb na zachodzie od Pośredniego Jastrzębiego Zęba na wschodzie. Jest środkowym z trzech siodełek w tej grani.
Stoki północne opadają z przełęczy do Doliny Jagnięcej, południowe – do Doliny Zielonej Kieżmarskiej. Do tej ostatniej opada z Pośredniej Jastrzębiej Przełęczy prosto na południe wybitna depresja, formująca jedno z ramion Długiego Jastrzębiego Żlebu. Oddziela ona od siebie urwiska Wielkiego i Pośredniego Jastrzębiego Zęba.
Na Pośrednią Jastrzębią Szczerbinę, podobnie jak na inne obiekty w Jastrzębiej Grani, nie prowadzą żadne znakowane szlaki turystyczne. Najdogodniejsza droga dla taterników wiedzie na siodło od północy z Doliny Jagnięcej przez Niżnią Jastrzębią Szczerbinę i jest nieco trudne (I w skali UIAA).
Pierwsze wejścia:
- letnie – Ernst Lindner i Tihamér Szaffka, 17 sierpnia 1911 r.,
- zimowe – Venceslava Mašková (-Karoušková), Karel Cerman, Z. Gráf, Oldřich Kopal, Drahomír Machaň i Svoboda, 17 marca 1951 r.[2]